# Lech Koziejowski
Lech Koziejowski (n. 3 aprilie 1949, Varșovia, Polonia) este un scrimer polonez, medaliat olimpic. A participat la 3 ediții ale Jocurilor Olimpice (1972, 1976, 1980) în care a câștigat o medalie de aur și o medalie de bronz.